# ناتاليا سيمين
ناتاليا سيمين (ولدت في 31 يوليو 1979) هي لاعبة كرة لينة إيطالية شاركت في دورة الألعاب الأولمبية الصيفية لعام 2004. 